# Випускний вечір (фільм)
Випускний вечір (італ. Festa di laurea) — італійська драма 1985 року режисера Пупі Аваті. За саундтрек Ріц Ортолані отримав премію Срібна стрічка за найкращу музику.

## Сюжет
Сільська місцевість Романьї, 1950 рік, біля моря. Пекарю Ванні Пореллі доручають організувати випускний вечір доньки пані Гайї в напівзруйнованому занедбаному фермерському будинку. Робота важка, жінка відмовляється платити навіть аванс, але Ванні погоджується, адже десять років тому, з нагоди оголошення війни 1940 року, його зненацька поцілувала Ґая, з родини якої походила його мати, і була наївно закохана в нього так сильно, що врешті-решт розлучилася з дружиною. 
Ванні береться до роботи, йому допомагають син Нікола, двоє сиріт, яких всиновила його дружина, евакуйовані, які незаконно оселилися на фермі, та інші випадкові співробітники.  Зйомки закінчуються катастрофою, повністю дезорганізованою і неадекватною вимогам Геї: врешті-решт чоловік навіть відмовляється від оплати. Вечірка залишається скромним аматорським фільмом, знятим міським адвокатом. 